# Warfield (Kentucky)
Pour les articles homonymes, voir Warfield.
La ville américaine de Warfield est située dans le comté de Martin, dans l’État du Kentucky. Elle comptait 269 habitants lors du recensement de 2010.

## Source
- (en) Cet article est partiellement ou en totalité issu de l’article de Wikipédia en anglais intitulé « Warfield, Kentucky » (voir la liste des auteurs).